# El Hoyo
El Hoyo, noto anche col nome di Hoyo de Epuyén, è un comune dell'Argentina ed è situato nel dipartimento di Cushamen, in provincia di Chubut.